# Charaxes ngonga
Charaxes ngonga är en fjärilsart som beskrevs av Van Someren 1969. Charaxes ngonga ingår i släktet Charaxes och familjen praktfjärilar. Inga underarter finns listade i Catalogue of Life.